# Parc y Scarlets
Le Parc y Scarlets (Scarlets Park en anglais) est un stade de rugby à XV situé dans la zone de Pemberton à l'est de Llanelli, au Pays de Galles.
Ouvert le 15 novembre 2008, c'est le nouveau terrain des Llanelli Scarlets et du Llanelli RFC. Il remplace celui de Stradey Park (en gallois Parc y Strade), antre historique des Scarlets depuis plus de 130 ans. Il compte 14 870 places et coûta £23 millions à la construction.

## Galerie

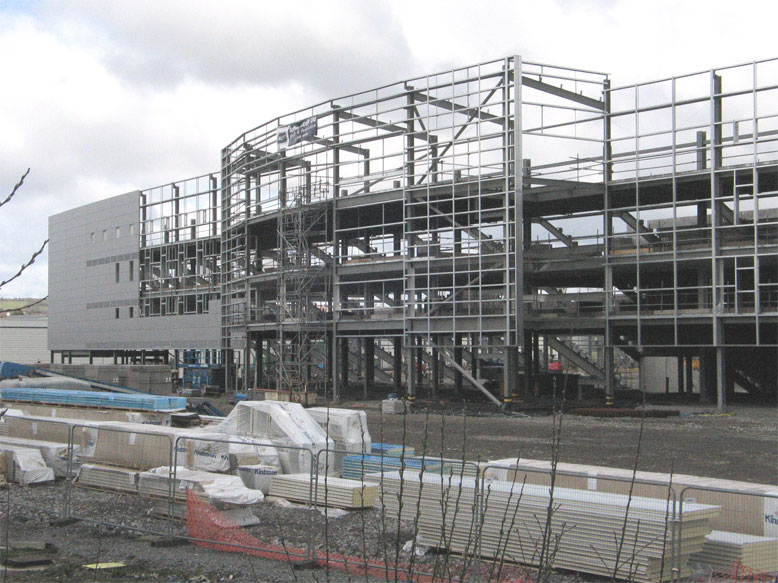
Travaux au 7 avril 2008
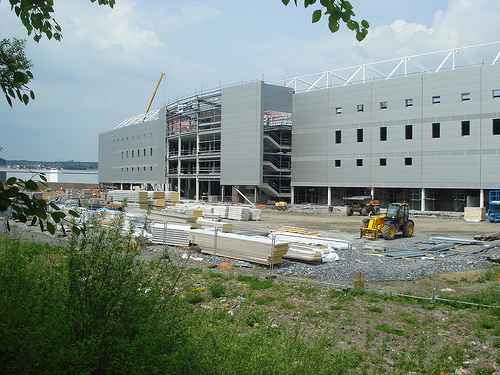
Travaux au 12 mai 2008
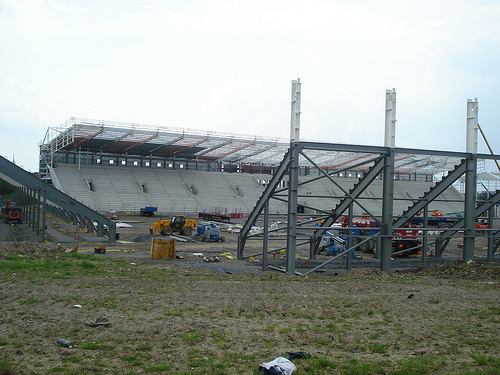
Travaux au 12 mai 2008
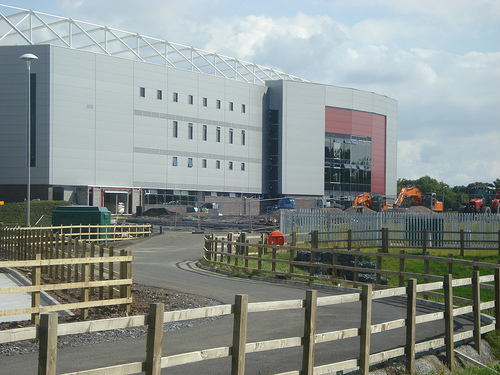
Travaux au 13 septembre 2008
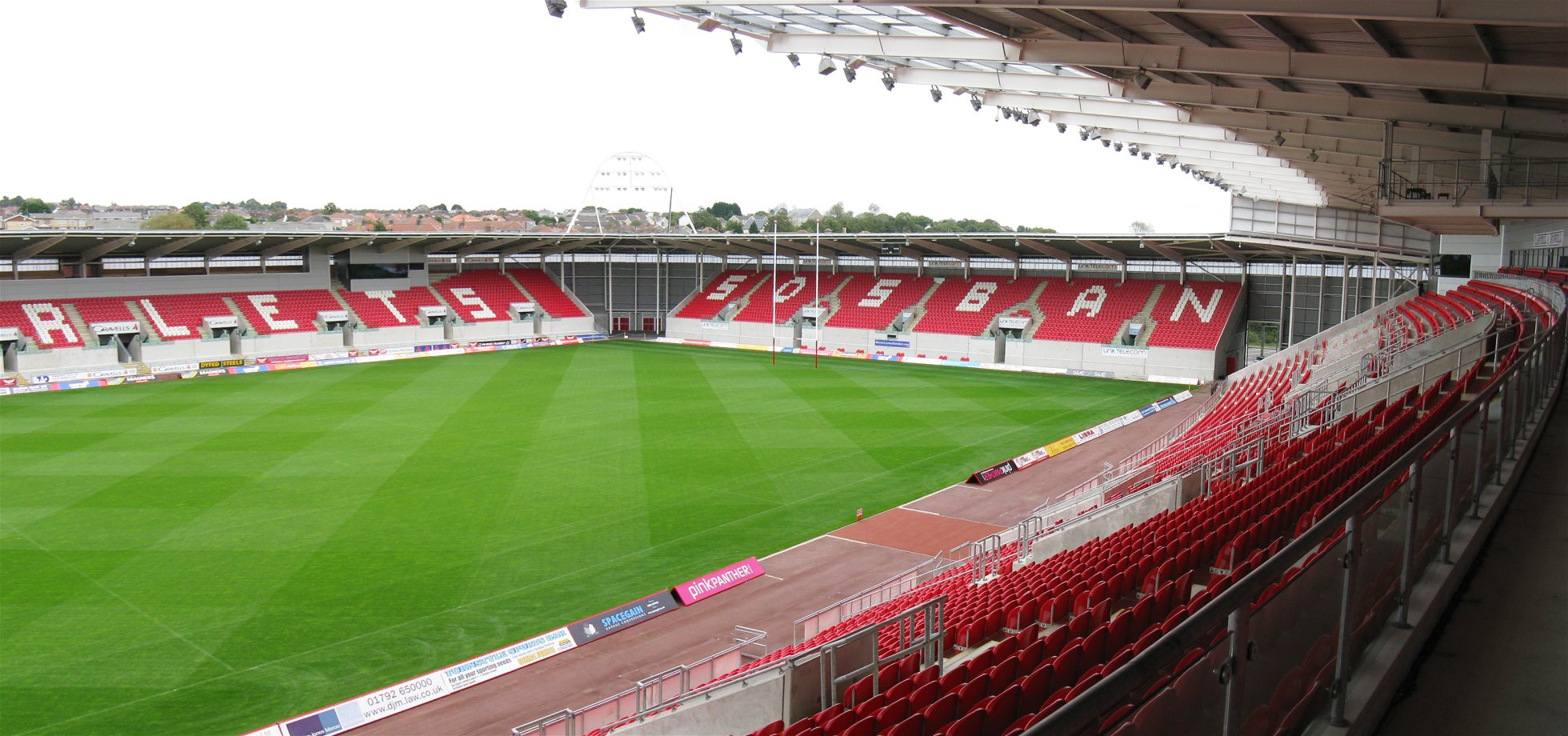
Tribune Est du Parc Y Scarlets, vue d'une suite VIP.